# Борреро, Дилан
Дилан Фелипе Борреро Кайседо (исп. Dylan Felipe Borrero Caicedo; род. 5 января 2002, Пальмира, Колумбия) — колумбийский футболист, вингер клуба «Нью-Инглэнд Революшн» и сборной Колумбии.

## Клубная карьера
Борреро — воспитанник клуба «Индепендьенте Санта-Фе». 8 апреля 2019 года в матче против «Атлетико Букараманга» он дебютировал в Кубке Мустанга. В начале 2020 года Борреро перешёл в бразильский «Атлетико Минейро». 2 февраля в поединке Лиги Минейро против «Томбенсе» Дилан дебютировал за основной состав. 5 октября в матче против «Васко да Гама» он дебютировал в бразильской Серии A.
22 апреля 2022 года Борреро перешёл в клуб MLS «Нью-Инглэнд Революшн», подписав трёхлетний контракт с опцией продления ещё на один год. В североамериканской лиге он дебютировал 21 мая в матче против «Цинциннати», выйдя на замену во втором тайме. 19 июня в поединке против «Миннесота Юнайтед» Дилан забил свой первый гол за «Нью-Инглэнд Революшн». 

## Карьера в сборной
В 2019 году в составе юношеской сборной Колумбии Борреро принял участие в юношеском чемпионате Южной Америки в Перу. На турнире он сыграл в матчах против команд Аргентины, Уругвая, Бразилии и Парагвая.
29 января 2023 года в товарищеском матче против сборной США Борреро дебютировал за сборную Колумбии.